# Дубнов, Аркадий Алексеевич
Аркадий Алексеевич Дубнов — советский хозяйственный деятель, Герой Социалистического Труда.

## Биография
Родился в 1931 году в деревне Гоголевка. Член КПСС.
В 1947—1949 — рабочий колхоза, в 1951—1991 — аппаратчик, прессовщик, бригадир прессовщиков Ленинградского производственного объединения по обработке цветных металлов «Красный выборжец» Министерства цветной металлургии СССР.
Указом Президиума Верховного Совета СССР от 25 сентября 1979 года присвоено звание Героя Социалистического Труда с вручением ордена Ленина и золотой медали «Серп и Молот».
Делегат XXVI съезда КПСС.
Живёт в Санкт-Петербурге.

## Награды и звания
- Герой Социалистического Труда (25.09.1979)
- Орден Ленина (09.06.1961, 25.09.1979)